# 미스미스터
미스미스터(miS=mR)는 대한민국의 여성 록 밴드이다.
1996년에 리드보컬 신해철이 주축이었던 그룹 N.EX.T의 베이시스트 김영석과, 세션기타리스트 김태환이 참여 및 프로듀싱을 한 1집 《mistéik=mistar》로 데뷔했다. 이상순, 황선영과 함께 베이비 블루의 멤버였던 이혜민이 2000년에 새 멤버로 들어와 3인조로 재결성됐으며 2007년에는 언더그라운드 공연을 가지기도 했으나, 현재는 그룹 활동을 잠정적으로 중단한 상태이다.
멤버 중 보컬 박경서는 1993년 KBS 대학가요축제 은상 수상자로, 현재는 대학 강사 및 보컬 디렉터/트레이너로 활약 중이다.

## 음반 목록
- 1996년 1집 《mistéik=mistar》
- 1997년 2집 《miS=mR 2》
- 2000년 3집 《No Fear》